# Frieseomelitta lehmanni
Frieseomelitta lehmanni är en biart som först beskrevs av Heinrich Friese 1901.  Frieseomelitta lehmanni ingår i släktet Frieseomelitta och familjen långtungebin. Inga underarter finns listade i Catalogue of Life.